# Sachsenring

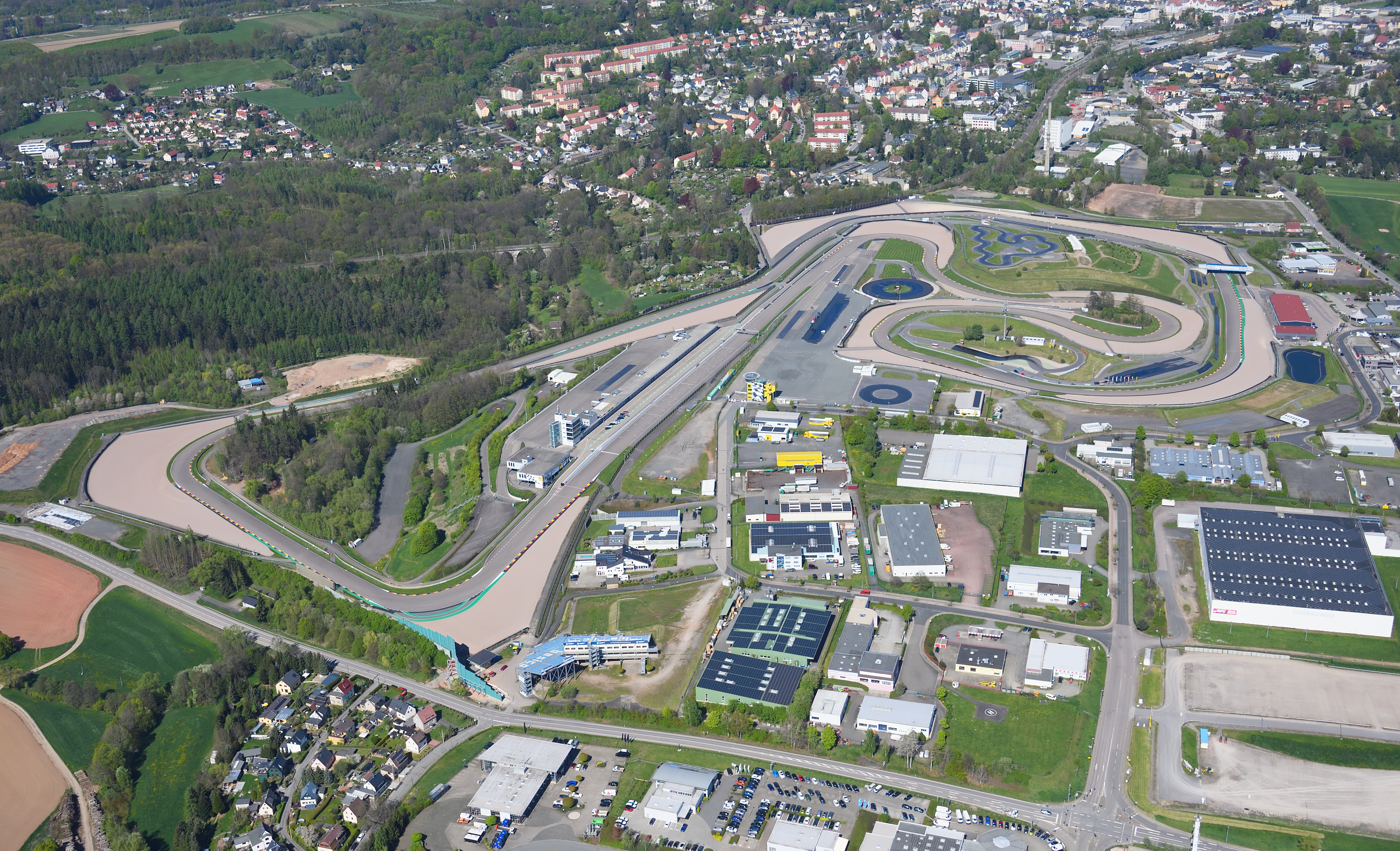
Vue aérienne

Sachsenring est un complexe sportif consacré aux sports mécaniques situé à Hohenstein-Ernstthal, près de Chemnitz dans le land de Saxe en Allemagne. S'y dispute, entre autres, le Grand Prix moto d'Allemagne depuis 1998.

## Historique du tracé

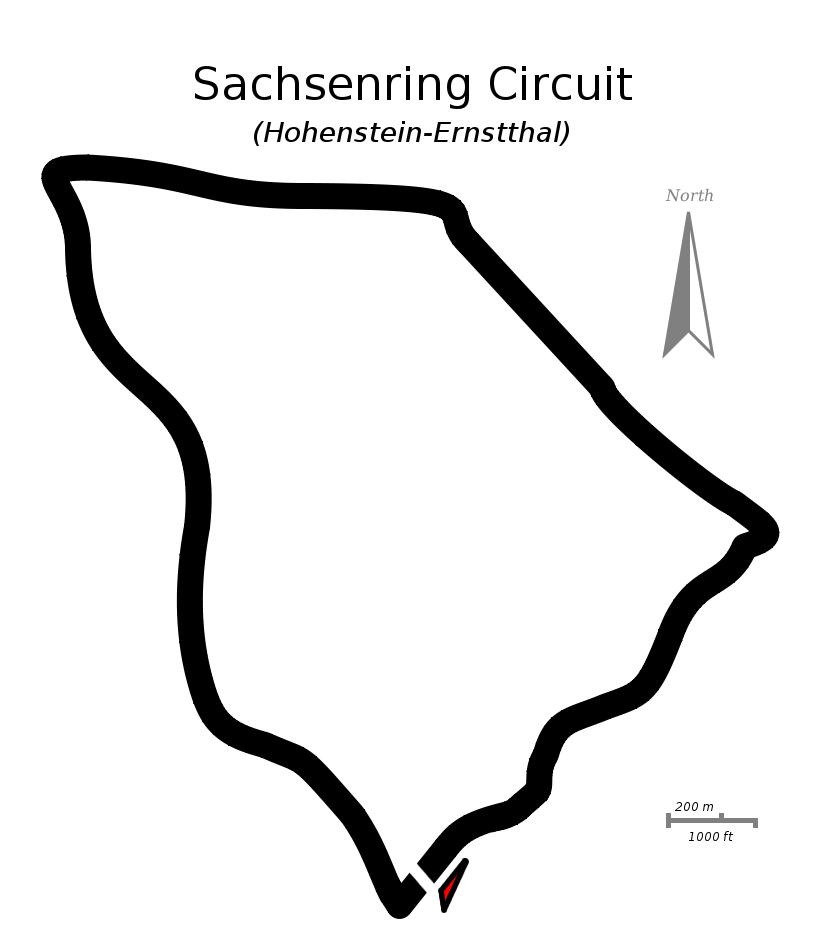
Circuit originel (1927–1990)
Circuit Grand Prix (2001–2002)
Circuit Grand Prix (2003–présent)

## Fréquentation pendant les Grands Prix moto depuis 1998
| Année | Spectateurs | Différence |
| ----- | ----------- | ---------- |
| 1998  | 142 000     |            |
| 1999  | 151 000     | + 6,3 %    |
| 2000  | 161 000     | + 6,6 %    |
| 2001  | 177 000     | + 9,5 %    |
| 2002  | 184 500     | + 4,2 %    |
| 2003  | 204 000     | + 10,5 %   |
| 2004  | 207 745     | + 1,8 %    |
| 2005  | 216 457     | + 4,2 %    |
| 2006  | 219 848     | + 1,6 %    |
| 2007  | 226 944     | + 3,2 %    |
| 2008  | 221 492     | − 2,4 %    |
| 2009  | 214 711     | − 3,1 %    |
| 2010  | 224 668     | + 4,64 %   |
| 2011  | 230 133     | + 2,4 %    |
| 2012  | 195 695     | - 15 %     |
| 2013  | 204 491     | + 4,5 %    |
| 2014  | 209 408     | + 2,4 %    |
| 2015  | 211 588     | + 1 %      |